# Comunitat d'aglomeració Cap Atlantique
La Comunitat d'aglomeració Cap Atlantique (en francès communauté d'agglomération de la Presqu'île de Guérande Atlantique o Cap Atlantique, en bretó Kumuniezh tolpad-kêrioù Kab-Atlantel ) és una estructura intercomunal francesa, que compta amb dotze comunes del departament del Loira Atlàntic, a la regió País del Loira, i tres del departament d'Ar Mor-Bihan, a la regió Bretanya. Té una extensió de 386 kilòmetres quadrats i una població de 72.424 habitants l'any 2013.

## Composició
Agrupa 15 comunes :
1. Camoël
2. Férel
3. Pénestin
4. La Baule-Escoublac
5. Assérac
6. Batz-sur-Mer
7. Le Croisic
8. Guérande
9. Herbignac
10. Mesquer
11. Piriac-sur-Mer
12. Le Pouliguen
13. Saint-Lyphard
14. Saint-Molf
15. La Turballe